# 武定府 (山東)

武定府在山东省的位置（1820年）

武定府，清朝雍正二年（1724年），升武定州置武定直隸州，雍正十二年（1734年），升武定直隸州置武定府，治所在惠民縣（今山東惠民縣）。
清初沿明制，武定州為濟南府屬州，領縣三。雍正二年（1724年），直隸。十二年為府，置附郭，降濱並所領利津、霑化、蒲臺及濟南之青城、商河來隸。領州一，縣九：惠民縣、青城縣、陽信縣、海豐縣、樂陵縣、商河縣、濱州、利津縣、霑化縣、蒲臺縣。清代评价：繁，難。隸濟東泰武臨道。辛亥革命后，全国废府州厅改县，于民國二年（1913年）廢。